# Ungulatelloides
Ungulatelloides es un género de foraminífero bentónico de la familia Ungulatellidae, de la superfamilia Discorboidea, del suborden Rotaliina y del orden Rotaliida. Su especie tipo es Ungulatelloides imperialis. Su rango cronoestratigráfico abarca el Holoceno.

## Clasificación
Ungulatelloides incluye a las siguientes especies:
- Ungulatelloides cardabiaensis
- Ungulatelloides frustratiformis, también aceptado como Heteropatellina frustratiformis
- Ungulatelloides imperialis
- Ungulatelloides pagoda